# Nyctiophylax suthepensis
Nyctiophylax suthepensis är en nattsländeart som beskrevs av Malicky och Chantaramongkol 1993. Nyctiophylax suthepensis ingår i släktet Nyctiophylax och familjen fångstnätnattsländor. Inga underarter finns listade i Catalogue of Life.